# Platystele sancristobalensis
Platystele sancristobalensis är en orkidéart som beskrevs av Fredy Archila. Platystele sancristobalensis ingår i släktet Platystele och familjen orkidéer.
Artens utbredningsområde är Guatemala. Inga underarter finns listade i Catalogue of Life.